# Liverpool Overhead Railway
Le Liverpool Overhead Railway (« chemin de fer aérien de Liverpool ») est une ancienne ligne de chemin de fer électrique surélevée qui a assuré la desserte du port de Liverpool de 1893 à 1956.

## Histoire
Premier chemin de fer aérien électrifié au monde, l'Overhead Railway est ouvert en 1893 pour résoudre les problèmes de congestion dans le port de Liverpool,. Le tracé relie au départ Alexandra Dock et Herculaneum Dock, avant d'être prolongé à chaque extrémité vers Seaforth et Dingle. La ligne est surnommée « the Docker's Umbrella » par les habitants et connaît un grand succès avec 10 millions de passagers par an à son apogée.
L'Overhead Railway entame son déclin au milieu du XXe siècle en même temps que les Docks et connaît une baisse rapide de sa fréquentation. Les dommages subis lors des bombardements de la Seconde Guerre mondiale et le mauvais état général de l'infrastructure mènent finalement à sa fermeture en 1956. Malgré l'espoir initial d'une réouverture, le viaduc est entièrement démoli à partir de 1957. De nos jours il ne reste presque plus de traces visibles de l'Overhead Railway.